# Halina Górka-Grabowska
Halina Górka-Grabowska z domu Holc pseud. „Kreska”, „Katarzynka” (ur. 29 stycznia 1920 we Włodzimierzu Wołyńskim, zm. 11 maja 2022) – polska działaczka konspiracji niepodległościowej w czasie II wojny światowej oraz powojenna działaczka kombatancka, kapitan WP w stanie spoczynku, dama Orderu Virtuti Militari.

## Życiorys

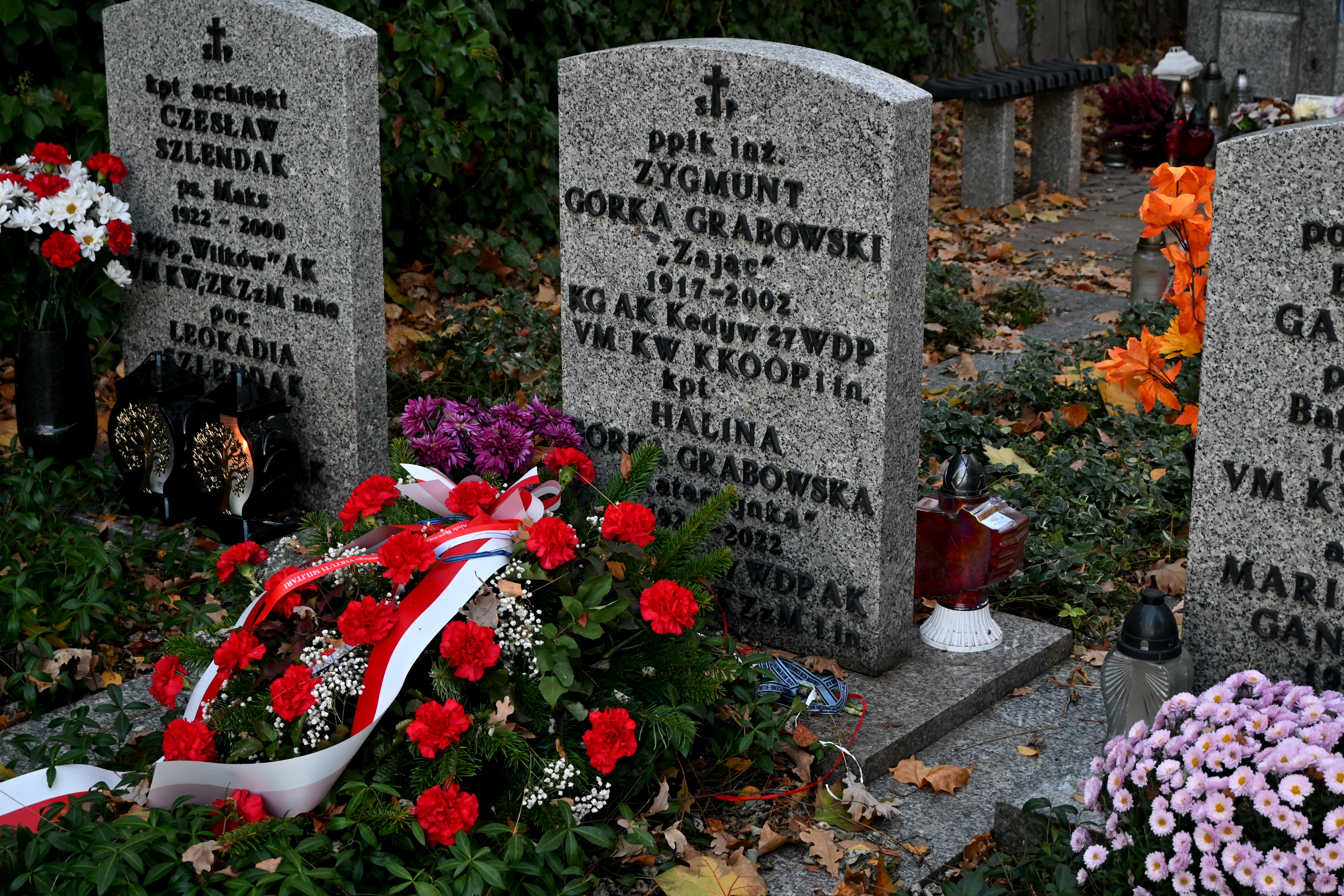
Grób Haliny i Zygmunta Górka-Grabowskich na Cmentarzu Wojskowym na Powązkach w Warszawie

W lipcu 1941 wstąpiła do Związku walki Zbrojnej, gdzie posługiwała się pseudonimami „Kreska” oraz „Katarzynka”. Była łączniczką plut. pchor. Władysława Siemaszko ps. „Wir”, Sylwestra Borkowskiego ps. „Biały” oraz Jana Kozińskiego ps. „Kosa”. Do jej obowiązków należało między innymi pozyskiwanie informacje o przemieszczaniu wojsk niemieckich, przenoszenie broni, meldunków, leków i środków opatrunkowych oraz prasy konspiracyjnej, a także organizacja dostaw zaopatrzenia dla oddziałów terenowych. W ramach działalności konspiracyjnej utrzymywała również łączność z miejscowym gettem. W sierpniu 1942 została aresztowana przez niemieckie władze okupacyjne i osadzona w więzieniu w Równem, skąd zwolniono ją w listopadzie tego samego roku. Od stycznia 1944 oddelegowana była do oddziałów partyzanckich 27 Wołyńskiej Dywizji Piechoty Armii Krajowej, gdzie pełniła funkcję szefa kancelarii 1. batalionu 23. pułku piechoty AK „Osnowa”. W maju 1944 wraz ze zgrupowaniem kpt. Kazimierza Rzaniaka ps. „Garda” przeszła linię frontu niemiecko-radzieckiego na rzece Prypeć i wstąpiła do 1. Armii Wojska Polskiego, gdzie została przydzielona do kompanii fizylierek, a następnie była telefonistką i lektorką w 5. pułku piechoty. Z Wojska Polskiego została zwolniona ze względów zdrowotnych w sierpniu 1944. W grudniu tego samego roku poślubiła kpt. Zygmunta Górkę-Grabowskiego ps. „Zając”. Od 15 listopada 1945 pracowała zawodowo jako księgowa w Łodzi i Warszawie. Na emeryturę przeszła w sierpniu 1980.
Była członkiem Zarządu Klubu Kawalerów Orderu Wojennego Virtuti Militari, w ramach którego piastowała między innymi funkcję wiceprezesa i skarbnika.
Pochowana w Panteonie Żołnierzy Polski Walczącej na Cmentarzu Wojskowym na Powązkach

## Wybrane odznaczenia
- Krzyż Komandorski Orderu Odrodzenia Polski (2007)[1],
- Krzyż Kawalerski Orderu Odrodzenia Polski (1981)[1],
- Krzyż Srebrny Orderu Wojennego Virtuti Militari[1],
- Krzyż Walecznych (1949)[1],
- Srebrny Krzyż Zasługi z Mieczami (1944)[1],
- Krzyż Armii Krajowej (1983)[1],
- Medal Wojska (1948)[1],
- Krzyż Partyzancki (1959)[1]